# Championnat de République tchèque de hockey sur glace 2000-2001
Saison précédente Saison suivante
La saison 2000-2001 est la huitième saison des championnats de hockey sur glace de République tchèque : l’Extraliga, la première division, la 1. liga, second échelon, la 2. liga, troisième division et des autres divisions inférieures.

## Saison régulière
| Place | Équipe                      | PJ | V  | VP | N  | DP | D | BP  | BC  | Pts |
| ----- | --------------------------- | -- | -- | -- | -- | -- | - | --- | --- | --- |
| 1er   | HC Slovnaft Vsetín          | 52 | 30 | 2  | 4  | 15 | 1 | 149 | 115 | 99  |
| 2e    | HC Excalibur Znojemští Orli | 52 | 21 | 6  | 5  | 18 | 2 | 151 | 139 | 82  |
| 3e    | HC IPB Pojišťovna Pardubice | 52 | 22 | 2  | 8  | 16 | 4 | 156 | 135 | 82  |
| 4e    | HC Chemopetrol Litvínov     | 52 | 22 | 3  | 7  | 18 | 2 | 141 | 130 | 81  |
| 5e    | HC Sparta Prague            | 52 | 22 | 3  | 2  | 19 | 6 | 146 | 139 | 80  |
| 6e    | HC Vítkovice                | 52 | 22 | 2  | 10 | 16 | 3 | 132 | 126 | 80  |
| 7e    | HC Slavia Prague            | 52 | 21 | 4  | 6  | 19 | 2 | 151 | 134 | 79  |
| 8e    | HC Continental Zlín         | 52 | 22 | 2  | 7  | 19 | 2 | 143 | 131 | 79  |
| 9e    | HC Oceláři Třinec           | 52 | 21 | 3  | 4  | 22 | 2 | 164 | 163 | 75  |
| 10e   | HC Keramika Plzeň           | 52 | 20 | 3  | 6  | 21 | 2 | 150 | 144 | 74  |
| 11e   | HC České Budějovice         | 52 | 21 | 1  | 5  | 21 | 5 | 156 | 154 | 72  |
| 12e   | HC Vagnerplast Kladno       | 52 | 15 | 5  | 2  | 25 | 5 | 127 | 176 | 62  |
| 13e   | HC Femax Havířov            | 52 | 17 | 3  | 3  | 27 | 2 | 141 | 180 | 62  |
| 14e   | HC Becherovka Karlovy Vary  | 52 | 13 | 2  | 3  | 41 | 3 | 117 | 158 | 49  |

## Honneurs
- Meilleur buteur : Petr Sýkora - 26 buts HC Pardubice
- Meilleur assistant : Patrik Martinec (HC Sparta Prague) avec 37 assistances
- Meilleur pointeur : Patrik Martinec (HC Sparta Prague)  - 59 points, 22 buts et 37 assistances.
- Meilleur gardien : Roman Málek (HC Slavia Prague): 2,35 buts encaissés par match, 93,53 % d'arrêts

## Séries éliminatoires
|  | Quarts de finale            | Quarts de finale |                    |   | Demi-finales | Demi-finales |  |  | Finale | Finale |
|  | Quarts de finale            | Quarts de finale |                    |   | Demi-finales | Demi-finales |  |  | Finale | Finale |
|  |                             |                  |                    |   |              |              |  |  |        |        |
|  |                             |                  |                    |   |              |              |  |  |        |        |
|  |                             |                  |                    |   |              |              |  |  |        |        |
|  | HC Slovnaft Vsetín          | 4                |                    |   |              |              |  |  |        |        |
|  | HC Slovnaft Vsetín          | 4                |                    |   |              |              |  |  |        |        |
|  | HC Continental Zlín         | 2                |                    |   |              |              |  |  |        |        |
|  | HC Continental Zlín         | 2                | HC Slovnaft Vsetín | 3 |              |              |  |  |        |        |
|  |                             |                  | HC Slovnaft Vsetín | 3 |              |              |  |  |        |        |
|  |                             | HC Slavia Prague | 1                  |   |              |              |  |  |        |        |
|  | HC Excalibur Znojemští Orli | HC Slavia Prague | 1                  | 3 |              |              |  |  |        |        |
|  | HC Excalibur Znojemští Orli |                  |                    | 3 |              |              |  |  |        |        |
|  | HC Slavia Prague            | 4                |                    |   |              |              |  |  |        |        |
|  | HC Slavia Prague            | 4                | HC Slovnaft Vsetín | 3 |              |              |  |  |        |        |
|  |                             |                  | HC Slovnaft Vsetín | 3 |              |              |  |  |        |        |
|  |                             | HC Sparta Prague | 1                  |   |              |              |  |  |        |        |
|  | HC Vítkovice                | HC Sparta Prague | 1                  | 4 |              |              |  |  |        |        |
|  | HC Vítkovice                |                  |                    | 4 |              |              |  |  |        |        |
|  | HC IPB Pojišťovna Pardubice | 3                |                    |   |              |              |  |  |        |        |
|  | HC IPB Pojišťovna Pardubice | 3                | HC Vítkovice       | 0 |              |              |  |  |        |        |
|  |                             |                  | HC Vítkovice       | 0 |              |              |  |  |        |        |
|  |                             | HC Sparta Prague | 3                  |   |              |              |  |  |        |        |
|  | HC Chemopetrol Litvínov     | HC Sparta Prague | 3                  | 2 |              |              |  |  |        |        |
|  | HC Chemopetrol Litvínov     |                  |                    | 2 |              |              |  |  |        |        |
|  | HC Sparta Prague            | 4                |                    |   |              |              |  |  |        |        |
|  | HC Sparta Prague            | 4                |                    |   |              |              |  |  |        |        |

## Effectif du HC Vsetín
| Gardien de but | Jaroslav Kameš, Ivo Pešat |
| Défenseurs     | Radim Tesařík, Jan Srdínko, Alekseï Iachkine, Milan Nedoma, Petr Kuboš, Martin Štrbák, Pavel Augusta, Pavel Zubíček, Zbyněk Spitzer, Michal Šafařík |
| Attaquants     | Ján Pardavý, Jiří Dopita, Jan Tomajko, Martin Paroulek, Jiří Burger, Ondřej Veselý, Luděk Krayzel, Ján Lipianský, Roman Stantien, Jan Sochor, Radim Kucharczyk, Petr Vampola, Petr Žajgla, Jiří Hudler, Josef Lang, Robin Kovář, Jiří Jantovský, Tomáš Demel |
| Entraîneurs    | Zdislav Tabara et Jan Neliba |

## Barrage de relégation
| 14e Extraliga - 1er 1. Liga | HC Becherovka Karlovy Vary | 4:2 (3:2, 5:1, 0:2, 4:5 n.P., 5:1, 5:2) | KLH Chomutov |

Le HC Karlovy Vary se maintient dans l'Extraliga.

## Trophées
| Récompense                               | Vainqueur      | Équipe                      |
| ---------------------------------------- | -------------- | --------------------------- |
| Joueur de l'année                        | Jiří Dopita    | HC Slovnaft Vsetín          |
| Gardien de l'année                       | Roman Málek    | HC Slavia Prague            |
| Défenseur de l'année                     | Karel Pilař    | HC Chemopetrol Litvínov     |
| Entraîneur de l'année                    | Zdislav Tabara | HC Slovnaft Vsetín          |
| Meilleur joueur des séries éliminatoires | Jiří Dopita    | HC Slovnaft Vsetín          |
| Meilleur joueur de la saison régulière   | Petr Bříza     | HC Sparta Prague            |
| Débutant de l'année                      | Tomáš Plekanec | HC Vagnerplast Kladno       |
| Joueur le plus courtois                  | Marek Uram     | HC Excalibur Znojemští Orli |